# Goitaca (filme)
Goitaca (título original: Goitaca) é um filme de drama de aventura brasileiro lançado em 2019 dirigido por Rodrigo Rodrigues.

## História
O filme conta a história de duas tribos indígenas divisórias durante um longo período na história, o goitacases e uma cepa previamente desconhecido, que embarca em uma jornada para explorar um novo país para viver em paz.

## Elenco
- Marlon Blue: Candêa
- Leandro Firmino: Chefe Goitaca
- Rodrigo Rodrigues: Shaman Bacuara and Jurema
- Lady Francisco: Mãe Ci e Iara - Mãe de Água
- Luciano Szafir: Maracajaguacu
- Christianne Oliveira: Camapuã
- Mácximo Bóssimo: Chefe Catu
- Helder Cardozo: Shaman Abeguar
- Betto Marque: Ôbita
- Olivia Harriet: Sereia Iara
- Daniel Bauerfeldt: Obajara
- Joao Alberto Tchian: O segredo
- Dionisio Correa: Apuã
- Evelyn Mayrink: Jacina
- Fernanda Magnani: Mae de Candea
- Marcos Accogli: Guardião de Iara / Sereia de madeira
- Arthur Benatti Teixera: O Guardião das estrelas
- Lucas Jordan: Guerreiro indígena
- Victor Vasconcelos: Candêa Pequeno
- Danillo Sales: Jaguarari
- Diego Alves: Taquaracê Pequeno
- Yago Brasil: Taquaracê
- Victoria Vasconcelos: Camapuã Pequeno
- Pedro Malta: Chefe Aimoré

## Produção

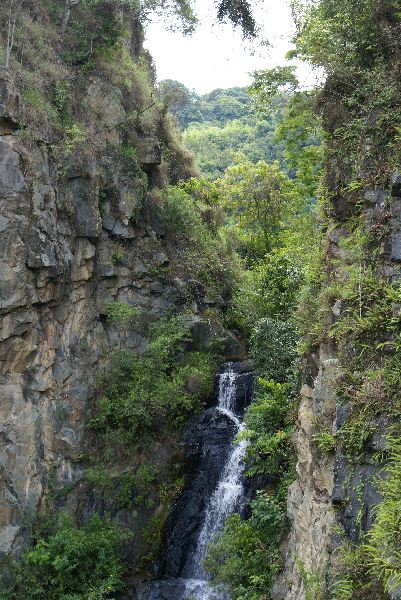
Mata Atlântica no Brasil.

O filme é inspirado pelas experiências de Rodrigues durante seu tempo na Mata Atlântica . Rodrigues afirmou que os espíritos da floresta levou a escrever o roteiro em três dias e noites durante a sua estadia.

### Localização
Goitacá foi filmado no Brasil, no estado do Rio, em Barra do Piraí. 
Detalhes da localização incluem: Pré- produção - Reino Unido / Brasil
- Londres
- Jundiaí
- Itupeva
- Rio de Janeiro
- Paraty
- Barra do Piraí

Produção - Ipiabas
- Hotel Fazenda São Sebastião
- Pousada Casa Delta
- Hospedaria Abbud & Fernandez
- Barra do Piraí[4]

Pós-produção
- Londres, Reino Unido